# Dysschema practides
Dysschema practides är en fjärilsart som beskrevs av Druce 1911. Dysschema practides ingår i släktet Dysschema och familjen björnspinnare. Inga underarter finns listade i Catalogue of Life.